# Heartbeat City
Heartbeat City es el nombre del quinto álbum de estudio de la banda estadounidense de New wave The Cars, Fue lanzado al mercado el 13 de marzo de 1984, bajo el sello discográfico de Elektra Records.

## Contexto
Este álbum contiene un total de cinco Top 40, dos de los cuales, "Drive" y "You Might Think") fueron las de mayor éxito. Una serie de canciones del álbum ganó la radio y la exposición significativa de TV, en particular, "You Might Think", que había un video musical memorable en rotación en MTV entre 1984 y 1985. Otro sencillo de éxito frecuentemente visto en MTV fue "Magic", en la que el cantante y compositor Ric Ocasek caminaba sobre el agua. Esta canción alcanzó el # 12 en los EE. UU. El video de la canción "Drive" (dirigida por el actor Timothy Hutton) mostró a Ocasek, quien no canta en la canción, discutiendo con una mujer con problemas por el modelo Paulina Porizkova, con quien Ocasek pronto se casaría. "Hello Again" tenía un video dirigido por el legendario Andy Warhol - quien también apareció en el video. La canción "Stranger Eyes" fue utilizado en el tráiler de la película de 1986 Top Gun, pero nunca llegó a aparecer en la banda sonora de dicha película.
Cuando The Cars se presentó en el concierto Live Aid, tocaron tres canciones del álbum ("You Might Think", "Drive" y "Heartbeat City"), junto con el favorito de los fanáticos "Just What I Needed".
El álbum fue producido por el aclamado productor Robert John "Mutt" Lange. Su compromiso de trabajar con el álbum de The Cars significaba que no era capaz de trabajar en el próximo álbum de Def Leppard, Hysteria. (Sin embargo, debido a los retrasos en la grabación del álbum, Lange fue finalmente capaz de producir el álbum.)

## Listado de canciones
Todas las canciones fueron escritas por Ric Ocasek, menos las indicadas.
1. "Hello Again" – 3:47
2. "Looking for Love" – 3:52
3. "Magic" – 3:57
4. "Drive" – 3:55
5. "Stranger Eyes" – 4:26
6. "You Might Think" – 3:04
7. "It's Not the Night" (Greg Hawkes, Ocasek) – 3:49
8. "Why Can't I Have You" – 4:04
9. "I Refuse" – 3:16
10. "Heartbeat City" – 4:31

## Personal
- Ric Ocasek – voz principal y coros en las canciones 1, 2, 3, 6, 8, 9 y 10, guitarra rítmica
- Benjamin Orr – bajo menos en 5, coros y voz principal en las canciones 4, 5 y 7.
- Elliot Easton – guitarra principal y coros.
- Greg Hawkes – sintetizadores, secuenciador y coros.
- David Robinson – caja de ritmos.